# 9-フルオレニルメチルオキシカルボニル基
9-フルオレニルメチルオキシカルボニル基 (9-fluorenylmethyloxycarbonyl group) は有機合成で用いられる、アミノ基の保護基の1つ。Fmoc（エフモック）基と略される。1970年代にルイス・カルピノ (Louis A. Carpino) らによって開発された。酸性条件などに耐えるが、ピペリジンなどの二級アミンを作用させることで速やかに切断されるというユニークな性質を持つ。この特質を生かし、特にペプチドの固相合成で多用される。

## 選択性
Fmoc基は、Boc基を切断する強酸性条件に対して全く安定であるが、Z基を切断する接触還元条件にはゆっくり切断される。弱塩基性・ヒドリド還元・酸化条件などにはかなり耐えるが、二級アミンの作用で素早く脱保護できる。三級アミンではほとんど切断されない。

## 保護・脱保護
Fmoc化
Fmoc化試薬としては数種が知られているが、クロロギ酸フルオレニルメチル (Fmoc-Cl) が最もよく用いられる。一級または二級アミンに対し、ピリジンやトリエチルアミンなどの塩基存在下、Fmoc-Cl を作用させることで Fmoc 化できる。アミノ酸などに対しては炭酸水素ナトリウム水溶液などを塩基として用いるショッテン・バウマン条件が簡便である。
脱保護
ピロリジン、ピペリジン、モルホリンなどの二級アミンの、20% DMF 溶液を加えるのが標準的な条件である。

## 用途
穏和な条件で脱保護できる長所があるが、分子量が大きく高価で、除去の面倒な副生成物が出るという問題がある。このためペプチドの固相合成が主な用途となっている。二級アミンによる脱保護はペプチド鎖を傷めず、副生成物は洗浄によって除去できるためである。またペプチド鎖を切り出す際、酸性条件で切断できるタイプのリンカーを使える利点も大きい。